# Wettinia drudei
Wettinia drudei é uma espécie de angiosperma na família Arecaceae. É encontra Brasil, Colômbia, Ecuador e Peru. Seu habitat natural é o subtropical.